# Acer kwangnanense
Acer kwangnanense é uma espécie de árvore do gênero Acer, pertencente à família Aceraceae.